# كان لقاء (فلم)
كان لقاء (بالفرنسية: C'était un rendez-vous) فيلم أكشن فرنسي قصير مدته تسعة دقائق لعام 1976 أخرجه كلود ليلوش، ويعرض قيادة عالية السرعة عبر باريس.

## أحداث الفيلم
إنها رحلة كلود ليلوش الأسطورية في عام 1976 عبر شوارع باريس في الصباح الباكر. تم ربط الكاميرا في مقدمة السيارة، ويقود شخص على عجلة القيادة وينطلق في نهاية اليوم، لا يهم حقًا السرعة التي كان يقود بها السائق المجهول. فيلم كلاسيكي مدته تسع دقائق وتجربة شيء من الإثارة عندما نرى الشوارع الباريسية تختفي أسفل الشاشة، ونسمع صوت التروس عندما تنعطف السيارة عند الزوايا الضيقة والأنفاق الضيقة بدقة متناهية، نشاهد عوائق في الطريق في شكل سيارات الآخرين والتي يتم تجنبها عن طريق التبديل إلى الجانب الخطأ من الطريق، ونشاهد الحمام المفزوع وهو يندفع في سماء الفجر. نشعر ان هذا خطأ، وإذا رأيته في الحياة الواقعية، فستتجاهل السائق باعتباره أحمقًا بلا عقل، ولكنها أيضًا صرعة حقيقية، ينتهي الفيلم بوصول السيارة حيث تنتظر فتاة تحتضن السائق الذي يترجل من السيارة دون أن نرى وجهه.

## الإنتاج
صُور الفيلم في لقطة واحدة، إنه مثال على السينما الواقعية. كان طول الفيلم محدودًا بسبب السعة القصيرة لبكرة الفيلم التي يبلغ طولها 1000 قدم 35 ملم، وتم تصويرها من كاميرا مثبتة على السيارة (مرسيدس بنز 450 اس أي ال 6.9) التي يمكن أن تصل إلى سرعة قصوى تبلغ 235 كم / ساعة (146 ميلاً في الساعة). قاد ليلوش سيارته بنفسه وادعى أن السرعة القصوى التي تم تحقيقها كانت حوالي 200 كم / ساعة في شارع 1.3 كم فوش، وادعى أيضًا خلال فيلم وثائقي «صنع» أن الموسيقى التصويرية تم الاستعاضة عنها بصوت سيارة ليلوش فيراري 275 جي تي بي Ferrari 275GTB.
تم تحديد خط السير المختار للسيارة المسرعة، وكان هناك شخصان يعرفان ويتوقعون أن تمر بهم سيارة ليلوش. في البداية كان هناك إيلي شوراكي، مساعده الأول، الذي تم تعيينه مع جهاز اتصال لاسلكي في شارع ريفولي، خلف الممر الذي يخرج من حدائق قصر اللوفر، مما يتيح لشوراكي مساعدة السائق عند التقاطع الأخطر الوحيد؛ ومع ذلك، كشف لولوش أن أجهزة الراديو فشلت، وإذا حاول شوراكي تحذيره من أن هناك أحد المشاة قد تصادفه السيارة، فلن تصل الرسالة. على أي حال، أظهرت إشارة المرور عند هذا التقاطع الأخضر الشخص الآخر الذي كان على علم بوصوله هو صديقة ليلوش «جونيلا فريدن»، التي أخبرها أنه سيصل في غضون عشر دقائق إلى الساكر- كور Sacré-Cœur وطلب منها الحضور عند وصوله.
بلغ طول المسار 10.597 كم، مما يشير إلى ان متوسط السرعة كان يبلغ حوالي 80 كم / ساعة (50 ميلاً في الساعة).

## إعادة إنتاج الفيلم
صوّر لولوش في عام 2020، «إعادة إنتاج» للفيلم بمساعدة فيراري، بعنوان «اللقاء الكبير» هذه المرة في موناكو بدلاً من باريس، ومن بطولة سائق سباق السيارات «تشارلز لوكلير»، وتم تصوير النسخة الجديدة في حلبة موناكو المغلقة في 24 مايو 2020، وبقيادة «سيارة فيراري اس اف 90 ستراديل Ferrari SF90 Stradale»، وعرض الفيلم لأول مرة في 10 يونيو 2020. ظهر اهتمام كبير في مجتمع إمارة موناكو بالفيلم، ونشرت صحيفة موناكو تريبيون في 10 يونيو 2020:  «قبل أيام قليلة، شارك كلود لولوش على وسائل التواصل الاجتماعي المقطع الدعائي لأحدث فيلم قصير له، «اللقاء الكبير»، الذي يظهر فيه سائق الفورمولا ون تشارلز لوكلير، والذي تم تصويره قبل بضعة أسابيع في شوارع الإمارة... يذاع الفيلم على قناة» كنال +«يوم 13 يونيو الساعة 9 مساءً، خلال تكريم المخرج الفرنسي ليلوش».

## استقبال الفيلم
أشارت التعليقات المنسوبة إلى ليلوش إلى أنه يقر بـحدوث «غضب أخلاقي» من الجمهور على أسلوبه في تصوير هذا الفيلم، ويذكر أيضًا أنه كان مستعدًا لتحمل المخاطر في صنع الفيلم، لكنه كان أيضًا مستعدًا لإسقاطه إذا واجه أي خطر غير متوقع (المشاة، العائق، إلخ).
كتب بيدرو باونيرو على الموقع الإسباني كوري كامارا في عام 2002: «عند انتشار خبر السيارة المسرعة، تم اعتقال من شارك في التصوير، لكن أطلق سراحهم لاحقًا دون توجيه تهمة. حكاية أخرى لفيلم في طريقه إلى أن يصبح أسطوريًا، منذ أن نفى ليلوش، في تصريحاته في عام 2006، أنه استعان بسائق سباق سيارات محترف، وأنه هو من قاد سيارته، برفقة شخصين آخرين، وكانت سيارته مرسيدس بنز التي تبلغ 6.9 لترًا، وكان الصوت الذي ظهر في الفيلم هو صوت فيراري 275 جي تي بي، وأنها لم تصل أبدًا إلى السرعة المذهلة البالغة 260 كم / ساعة التي كان من المفترض أن تصل إليها».
كتب موفي ستيف في 2013: «سواء كانت الأقاويل صحيحة أم لا، فقد ألقت الشرطة القبض على ليلوش لقليل من التبجح في الفجر. تقدم هذه النسخة المستعادة من فيلمه الأصلي إثارة بسيطة من النوع الأكثر عمقًا، وتنقلنا مرة أخرى إلى باريس عندما بدت مثل باريس على مستوى الأرض (كانت جميع السيارات في الشارع تقريبًا فرنسية) وكانت ماكدونالدز لا تزال محتجزة على الجانب الآخر من المحيط الأطلسي - والتسع دقائق الضئيلة التي يتحملها الفيلم (يمكن للكاميرا أن تتسع لعشر دقائق فقط من الفيلم)، عدنا إلى هناك، السيارة غاضبة وهي تمزق الشوارع البريئة في نصف الضوء، ولكن ألا تبدو رائعة».
كتب أندرو ويكليف على موقع ستوب بتون بتاريخ 3 مايو 2011: «ثماني دقائق مذهلة، ومع ذلك، فإن النهاية فاشلة، ابتكر لولوش هذا الفيلم التجريبي، ثم أضاف إليه رواية ضعيفة... الشيء الأكثر إثارة للإعجاب، من الناحية الفنية، يجب أن يكون تركيز ضبط العدسة، إنه لأمر لا يصدق أن ليلوش كان قادرًا على إبقاء تركيز حدة العدسة؛ لقطة قصيرة على 35 ملم، بغض النظر عن الجدل الدائر حول أساليب ليلوش، وتلك النهاية العرجاء، فإن الفيلم هو قصة سفر رائعة المظهر وتكاد تكون رائعة».

## روابط خارجية
- مقالات تستعمل روابط فنية بلا صلة مع ويكي بيانات